# Sainte-Radegonde (Deux-Sèvres)
 Sainte-Radegonde  es una población y comuna francesa, situada en la región de Poitou-Charentes, departamento de Deux-Sèvres, en el distrito de Bressuire y cantón de Thouars-2.
Aunque Sainte-Radegonde es la forma oficial, también se usan localmente -incluso en documentos- Sainte-Radégonde y Sainte-Radegonde-des-Pommiers.

## Demografía
| 796 | 1130 | 1810 | 1984 | 2020 | 2027 |
| Para los censos de 1962 a 1999 la población legal corresponde a la población sin duplicidades (Fuente: INSEE [Consultar]) |      |      |      |      |      |